# Aegomorphus arizonicus
Aegomorphus arizonicus là một loài bọ cánh cứng trong họ Cerambycidae.